# قائمة زملاء الجمعية الملكية المنتخبين في 1720
هذه الصفحة تعرض قائمة زملاء الجمعية الملكية المُنتخبين لعام 1720.

## الزملاء
- وليام شيرارد
- William Rutty [الإنجليزية]‏
- John Warburton (officer of arms) [الإنجليزية]‏
- Pierre des Maizeaux [الإنجليزية]‏
- هنري بيمبرتون
- John Douglas (lithotomist) [الإنجليزية]‏
- Sir Thomas Dereham, 4th Baronet [الإنجليزية]‏
- Alexander Cuming [الإنجليزية]‏
- Zachary Pearce [الإنجليزية]‏
- Richard Manningham [الإنجليزية]‏
- William North, 6th Baron North [الإنجليزية]‏
- فريدريش هوفمان
- Henry Beighton [الإنجليزية]‏
- David Papillon [الإنجليزية]‏